# روبرت سارا
روبرت سارا (بالألمانية: Robert Sara)‏ (مواليد 9 يونيو 1946) هو لاعب كرة قدم. يلعب مع منتخب النمسا لكرة القدم. سبق له أن لعب في كأس العالم لكرة القدم مع منتخب بلاده.

## روابط خارجية
- روبرت سارا على موقع الاتحاد الدولي (مؤرشف)  (الإنجليزية)
- روبرت سارا على موقع الاتحاد الأوربي (الإنجليزية)
- روبرت سارا على موقع قاعدة بيانات كرة القدم.إي يو (الإنجليزية)
- روبرت سارا على موقع ناشيونال فوتبول تيمز (الإنجليزية)
- روبرت سارا على موقع عالم كرة القدم.نت (الإنجليزية)